# Park Axis Aoyama Chome Tower
La Park Axis Aoyama Chome Tower (パークアクシス青山一丁目タワー) est un gratte-ciel construit à Tokyo en 2007 dans le district de Minato-ku. Il mesure 172 mètres de hauteur.
L'architecte est la société Taisei Corporation.